# Giuseppe Bezzuoli

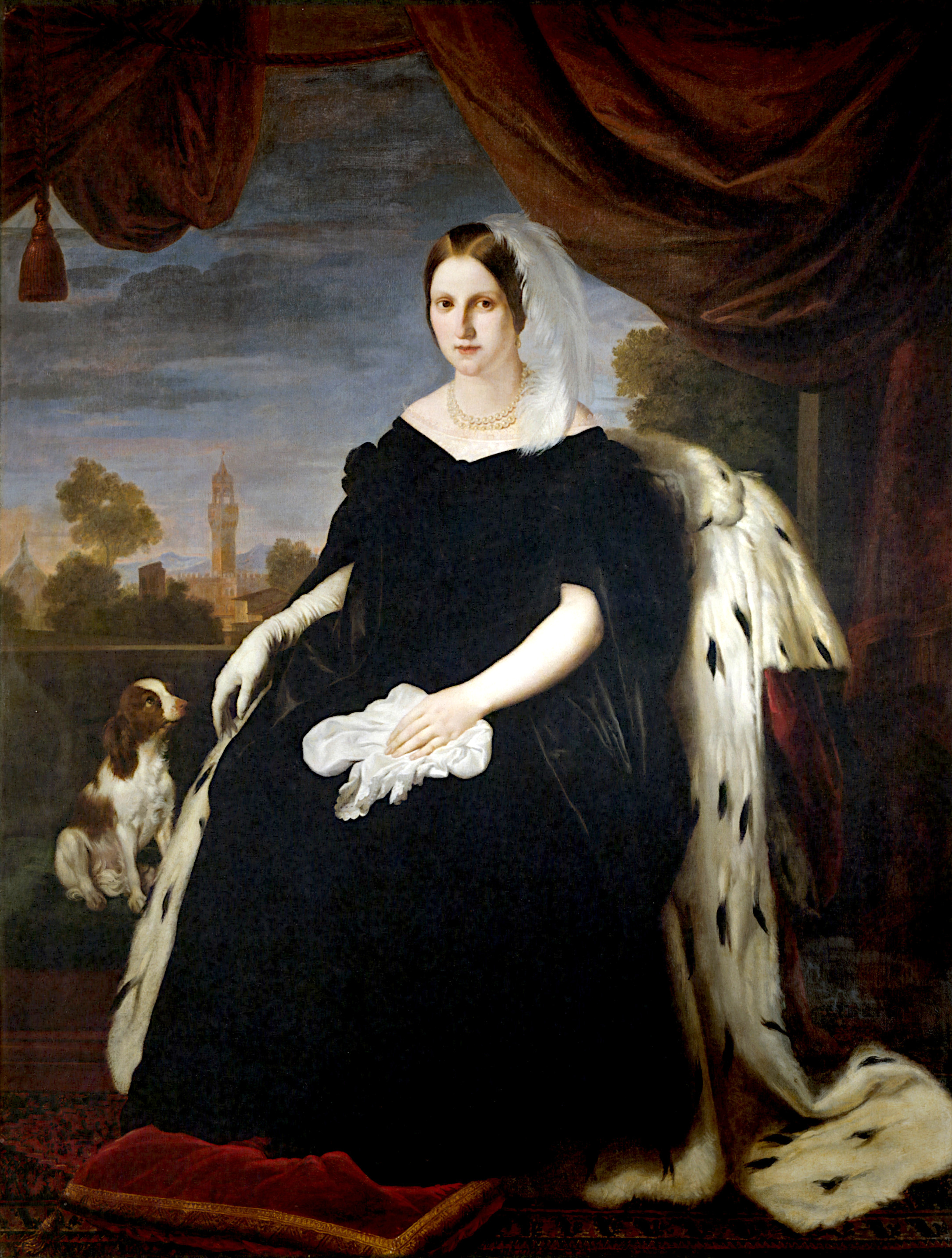
Retrato de la Gran duquesa María Antonia

Giuseppe Bezzuoli (1784 - 1855), fue un pintor italiano nacido en Florencia. Fue un pintor de sujetos históricos, pintó de frescos en villas y palacios, y muchos retratos. Prefirió los temas románticos, sin apartarse de los cánones académicos.
Fue profesor de pintura en la Academia de Bellas Artes de Florencia, y en 1844 fue el sucesor de su maestro Pietro Benvenuti. Entre sus alumnos más destacados, que posteriormente alcanzaron notoriedad, se encuentran: Antonio Ciseri, Carlo Ademollo, Giovanni Fattori y Silvestro Lega.
Entre sus obras figura el retrato de Leopoldo II de Lorena, el del Gran duque de Toscana (1797 - 1870), San Esteban vestido de caballero; en retrato de María Antonieta de Toscana, La gran duquesa María Antonia,(1836), esposa de Leopoldo II, pintura que se encuentra en la Galería de Arte Moderna de Florencia, donde se encuentra también La entrada de Carlos VIII en Florencia, por la puerta de la Iglesia de San Frediano y del castillo del mismo nombre el 17 de noviembre de 1494, cuadro pintado en 1827.
En la iglesia de San Remigio, en Florencia, se encuentra en uno de los altares, San Remigio bautiza al Rey Clodoveo (1821). Elaboró también un fresco sobre Galileo Galilei (1564-1642), con el título Galileo Galilei realiza el experimento de la caída de los cuerpos para la Tribuna de Galileo, en el Museo  de Historia Natural, sección de zoología. Merece recordarse además el San Marcos Evangelista, conservado en la Capilla San Marcos en las Grutas, en la proximidad de Portoferraio, obra encargada por la familia Lambardi. Finalmente cabe mencionar que varios bocetos de Bezzuoli están en la Galería de Arte Moderna.
En Fiesole, construyó una villa que lleva su nombre: Villa Bezzuoli.

## Obras
- Ritratto di Gianfilippo Saladini giovinetto
- Ritratto del notaio Saladini
- Retrato de un caballero (1834)
- Ritratto di Carlo d'Angiò a cavallo (1838)
- Entrada de Carlos VIII en Florencia
- Donna in preghiera - "Mujer rezando"
- Il conte Ugolino - "El conde Ugolino"
- Assunta, Firenze, Santa Croce (1840 ca.)
- Figura di Santo
- Escena bíblica
- Cesare dittatore perpetuo (1836)
- Cimbro che piange sulla tomba di Pompeo
- Lorenzo de' Medici assassinato sulla piazza di San Giovanni e Paolo a Venezia (1840)
- David e Saul
- Frate Bernardo da Foiano
- Ercole e Deianira
- Alessandro nello studio di Apelle
- Elisa e la figlia
- Ritratto di Giuseppe Martelli (1815 - 1818)

## Órdenes y cargos

### Órdenes
- Caballero de la Orden de San José.[1][2]

### Cargos
- Maestro de pintura y dibujo de la Imperial y Real Academia de Bellas Artes de Florencia.[2]